# 阮朝日228紀念館

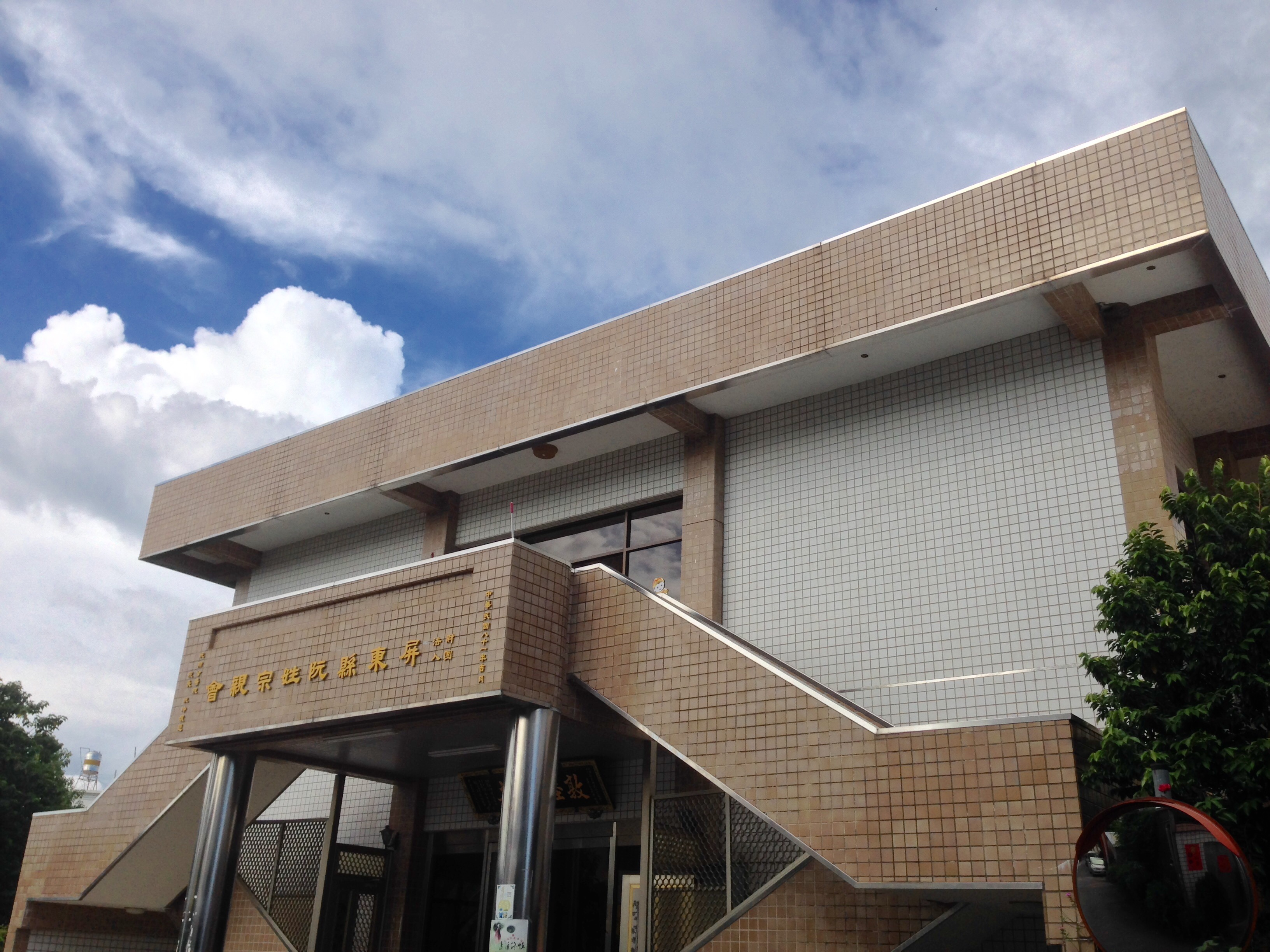
阮朝日228紀念館

阮朝日228紀念館，為台灣第一座私人二二八事件紀念館，由二二八事件受難者阮朝日之女阮美姝創辦，於2002年3月23日在屏東縣林邊鄉竹林村阮氏宗親會館成立。2003年8月1日，阮朝日228紀念館正式掛牌成為文建會的地方文化館。阮朝日228紀念館的展示內容以阮美姝個人由國內、大陸、美、日蒐集的第一手二二八資料為主，包括許多二二八事件受難者珍貴資料及相片，也是許多二二八事件受難者家屬們的真實情感，並以保存真實的台灣歷史及全民二二八事件教育為目標，希冀台灣人不能忘記這段台灣史。
2006年6月30日，阮朝日228紀念館關閉在林邊的館舍，將館內文物分為四部份：台灣神學院與真理大學分別獲得部分的展示資料，阮朝日的史料由阮美姝保管，其他阮美姝所蒐集的二二八事件第一手史料由阮美姝的接班人施國政（前阮朝日228紀念館執行長）保管。